# Brit irodalmi díjak listája
A brit irodalmi díjak listája:

## Általános kategóriák
- Author's Club First Novel Award
- Betty Trask-díj
- Booker-díj  (Booker Prize)
- Branford Boase Award
- (British Book Awards, the "Nibbies")
- Commonwealth Writers Prize
- Costa Book Awards (korábban Whitbread book awards)
- Duff Cooper-díj
- Geoffrey Faber-emlékdíj
- Hawthornden-díj (Hawthornden Prize)
- Hessell-Tiltman-díj
- James Tait Black Memorial Prize életrajzért
- James Tait Black Memorial Prize próza
- John Llewellyn Rhys-díj
- Nők szépprózai díja
- Orwell-díj (Orwell Prize)
- New Writing Ventures
- Samuel Johnson-díj (Samuel Johnson Prize; The Baillie Gifford Prize for Non-Fiction)
- Maugham-díj (Somerset Maugham Award)
- Wales Book of the Year
- Waverton Good Read Award

## Költészet
- Alice Hunt Bartlett Prize
- Bridport Prize
- Cholmondeley Award
- Eric Gregory Award
- Forward Poetry Prize
- Newdigate-díj
- Queen's Gold Medal for Poetry
- T. S. Eliot Prize